# Mtegowanoti
Mtegowanoti è una circoscrizione rurale (rural ward) della Tanzania situata nel distretto di Uvinza, regione di Kigoma. Conta una popolazione di 16 824  abitanti (censimento 2022).